# Ліза Гернблад
Ліза Гернблад (6 березня 1996 , Ерншельдсвік, Вестерноррланд ) - шведська гірськолижниця, що спеціалізується на швидкісних дисциплінах. Учасниця зимових Олімпійських ігор 2018 року.

## Спортивна кар'єра
Свою першу медаль на чемпіонаті Швеції з гірськолижного спорту — золоту у швидкісному спуску — Ліза Гернблад виборола 2015 року, випередивши за сумою двох спроб Гелену Рапапорт. Загалом у доробку Гернблад 9 перемог на національних першостях, ще тричі вона ставала призеркою цих змагань.
2016 року взяла участь в чемпіонаті світу серед юніорів, де в складі шведської четвірки виборола срібну медаль у командних змаганнях.
Гернблад - учасниця чемпіонатів світу 2017 та 2019 років, а також Олімпіади 2018 року. Найкращий її показник на цих турнірах - 9 місце в Оре в гірськолижній комбінації.
У серпні 2019 року під час тренування шведка  пошкодила хрестоподібні зв'язки правого коліна, тож змагання сезону 2019-2020 Гернблад вимушено пропустила.

## Результати за кар'єру
Усі результати наведено за даними Міжнародної федерації лижного спорту.

### Олімпійські ігри
| Рік            | Вік | Слалом | Гігантський слалом | Супергігант | Швидкісний спуск | Комбінація | Команда |
| -------------- | --- | ------ | ------------------ | ----------- | ---------------- | ---------- | ------- |
| 2018 Пхьончхан | 22  | -      | -                  | 24          | 17               | -          | -       |

### Чемпіонати світу
| Рік              | Вік | Слалом | Гігантський слалом | Супергігант | Швидкісний спуск | Комбінація | Команда |
| ---------------- | --- | ------ | ------------------ | ----------- | ---------------- | ---------- | ------- |
| 2017 Санкт-Моріц | 21  | -      | -                  | DNF         | 33               | 19         | -       |
| 2019 Оре         | 23  | -      | -                  | 20          | 25               | 9          | -       |